# Need for Speed (videójáték, 2015)
A Need for Speed online nyitott világú versenyjáték, melyet a Ghost Games fejlesztett és az Electronic Arts jelentetett meg, 2015 novemberében PlayStation 4 és Xbox One konzolokra, illetve 2016. március 15-én az Originen keresztül Microsoft Windowsra. A játék a Need for Speed sorozat huszonkettedik tagja, egyben a franchise teljes újragondolása. A Need for Speed a sorozat második nyolcadik generációs tagja, valamint a franchise első olyan címe, amely kizárólag nyolcadik generációs hardvereken érhető el. A Need for Speed a 2010-ben megjelent Need for Speed: World után a sorozat első olyan tagja, amely visszakanyarodik az importszcéna és a tuningkultúra irányába.

## Játékmenet
A Need for Speed első, alfaverzió előtti fordításából készült játékmenet-videóját 2015. június 15-én, az Electronic Arts Electronic Entertainment Expón adott sajtótájékoztatóján mutatták be. Az E3-prezentációban látható a történet egy részlete, melyet egy Subaru BRZ testreszabása követ, amely keretében bemutatták az új és továbbfejlesztett testreszabási rendszert, valamint az „akciókamerát”, amelyről később kiderült, hogy az öt választható kameraállás egyike. A játékban öt különböző játékmenet-típus található sebesség (Speed), stílus (Style), csapat (Crew), építés (Build) és törvényen kívüli (Outlaw) néven, melyekkel a játékosok pontokat szerezhetnek az öt egymást fedő történetvonal előremozdításához. A Need for Speed a Los Angelesen alapuló Ventura Bay kitalált városában és környékén játszódik.
A Need for Speedben újratervezett „festésszerkesztő” is helyet kapott, valamint közel öt év után újra visszatértek a sorozatba a karosszériamódosítások. A játékban valós tuningcégek szerepelnek, köztük a RAUH-Welt Begriff, a SEIBON vagy az RTR Mustang. Az E3-játékmenet videóban az új „irányításcsúszkát” is bemutatták, amely egyesíti az EA Black Box-címek jobban tapadó abroncsait az újabb Criterion Games-címek driftstílusával.

## Fogadtatás

### Kritikai fogadtatás
| Összegzőoldal | Értékelés                              |
| ------------- | -------------------------------------- |
| GameRankings  | (PC) 61% (PS4) 66% (XONE) 66%          |
| Metacritic    | (PC) 68/100 (PS4) 66/100 (XONE) 65/100 |

| Szerző         | Értékelés |
| -------------- | --------- |
| Destructoid    | 6/10      |
| EGM            | 7/10      |
| Game Informer  | 7/10      |
| GameRevolution | [ 15 ]    |
| GameSpot       | 8/10      |
| GamesRadar+    | [ 17 ]    |
| GameTrailers   | 8,3/10    |
| Giant Bomb     | [ 19 ]    |
| IGN            | 6,3/10    |
| VideoGamer.com | 5/10      |

A Need for Speed vegyes kritikai fogadtatásban részesült. A kritikusok dicsérték a játék közel fotórealisztikus megjelenését, valamint az autók testreszabhatóságát, azonban kritizálták a mindig online volta végett, illetve a kizárólag sötétedéstől virradásig zajló versenyek, a csalással felzárkózó mesterséges intelligencia, a belsőnézet hiánya, teljesítményproblémák, a játék megszakításának, a manuális sebességváltás, valamint a gyorsulási versenyek hiánya végett (azonban utóbbi kettőt frissítések során hozzáadták a játékhoz). A GameRankings és Metacritic gyűjtőoldalak 39 teszt alapján 67,12%-ra és 69 teszt alapján 66/100-as pontszámra átlagolták a PlayStation 4-verziót, az Xbox One-verziót 26 teszt alapján 66,12%-ra és 29 teszt alapján 65/100-as pontszámra, míg a Microsoft Windows-verziót 23 teszt alapján 61,00%-ra és 68/100-as pontszámra.

### Eladások
A Need for Speed-újragondolás eladott konzolos példányainak 67%-át PlayStation 4-re, míg a fennmaradó 33%-ot Xbox One-ra adták el. Az NPD Group adatai szerint a Need for Speed 2015 novemberében a hetedik legkelendőbb videójáték volt az Amerikai Egyesült Államokban. A játék PlayStation 4-változata a 19 000 eladott példánnyal a hatodik helyen mutatkozott be a japán eladási listán, az Xbox One-verzió nem került be a legjobb húsz közé. A 2015-ös év harmadik üzleti negyedévében a Need for Speednek kétszer annyi havi aktív játékosa volt, mint a Need for Speed Rivalsnek.